# Hieracium chloropsis
Hieracium chloropsis es una especie de planta con flor del género Hieracium, de la familia Asteraceae, orden Asterales.

## Distribución
Hieracium chloropsis se distribuye por Francia, Italia y Rusia.

## Taxonomía
Fue descrita científicamente por Gren. & Godron. Fue publicada en Fl. France Corse 2: 368 (1850).